# 高橋哲哉
高橋 哲哉（たかはし てつや、1956年3月28日 - ）は、日本の哲学者。東京大学名誉教授。

## 略歴
福島県生まれ。福島県立福島高等学校を経て、1978年 東京大学教養学部教養学科フランス分科卒業。1983年 東京大学大学院人文科学研究科哲学専攻博士課程単位取得満期退学。大学院時代は坂部恵の指導を受けた。
1983年 南山大学文学部専任講師。1986年 東京大学教養学部専任講師。1987年 同助教授。
1996年 東京大学大学院総合文化研究科助教授（大学院重点化による配置換え）。2003年 同教授（超域文化科学・表象文化論）。2021年 定年退職、名誉教授。

## 人物
- 学生時代はノンポリ的姿勢であったが、1990年代半ばから政治言動を行うようになる。
- 最初に中道派である加藤典洋『敗戦後論』を痛烈に批判して論争を繰り広げ、論壇において有名になった。
- 加藤批判で日本国内の左派論壇で名をなしてからは社会的活動も積極的に行い、辻元清美らが主宰するピースボートの水先案内人などを務める。
- 2004年には、徐京植らとNPO「前夜」及び季刊の思想雑誌『前夜』を立ち上げたが） 2007年に理事を辞任した。
- 「九条の会・さいたま」呼びかけ人を務めている[1]。

## 著作

### 単著
- 『逆光のロゴス - 現代哲学のコンテクスト』（未來社） 1992
- 『記憶のエチカ - 戦争・哲学・アウシュビッツ』（岩波書店） 1995、のち改版 2012
- 『アウシュヴィッツと私たち - 死者の希望を消さないために』（グリーンピース出版会） 1996
- 『デリダ - 脱構築』（講談社） 1998、のち改版 2003
- 『戦後責任論』（講談社） 1999、のち講談社学術文庫 2005
- 『歴史 / 修正主義』（岩波書店） 2001
- 『「心」と戦争』（晶文社） 2003
- 『証言のポリティクス』（未來社） 2004
- 『「物語」の廃墟から - 高橋哲哉対話・時評集 : 1995-2004』（影書房） 2004
- 『反・哲学入門』（白澤社） 2004
- 『教育と国家』（講談社現代新書） 2004
- 『靖国問題』（ちくま新書） 2005
[仏訳] Tetsuya Takahashi, Morts pour l’empereur : La question du Yasukuni, traduit par Arnaud Nanta, Paris, Les Belles Lettres, 2012.
- 『国家と犠牲』（NHKブックス） 2005
- 『この国で〈精神の自由〉を求めて - 哲学は抵抗たりうるか?』（NPO前夜） 2006
- 『状況への発言 - 靖国そして教育』（青土社） 2007
- 『犠牲のシステム - 福島・沖縄』（集英社新書） 2012
- 『原発の「犠牲」を誰が決めるのか』（わが子からはじまるクレヨンハウス・ブックレット） 2012
- 『デリダ - 脱構築と正義』（講談社） 2015
- 『沖縄の米軍基地 - 「県外移設」を考える』（集英社新書） 2015
- 『沖縄について私たちが知っておきたいこと』(ちくまプリマー新書)2024

### 共著
- 『現代哲学の冒険（3）差別』（菅野盾樹, 種山恭子, 阿部泰郎, 大庭健, 山口節郎共著、岩波書店） 1990
- 『哲学 - 原典資料集』（山本巍, 宮本久雄, 門脇俊介, 今井知正, 藤本隆志, 野矢茂樹共著、東京大学出版会） 1993
- 『理論戦線49 - 自由主義再検討の時代』（荒岱介共著、実践社） 1996
- 『断絶の世紀 証言の時代 - 戦争の記憶をめぐる対話』（徐京植共著、岩波書店） 2000
- 『私たちはどのような時代に生きているのか』（辺見庸共著、角川書店） 2000
- 『断絶の世紀証言の時代 - 戦争の記憶をめぐる対話』（徐京植共著、岩波書店） 2000
- 『グローバリゼーションと戦争責任』（金子勝, 山口二郎共著、岩波書店） 2001
- 『「語りえぬもの」からの問いかけ - 東大駒場〈哲学・宗教・芸術〉連続講義』（宮本久雄, 岡部雄三共編、宮本久雄, 甚野尚志, 三浦篤, 野矢茂樹, 沼野充義, 杉田英明, 岡部雄三, 今橋映子, 門脇俊介, 竹内信夫共著、講談社） 2002
- 『新 私たちはどのような時代に生きているのか - 1999から2003へ』（辺見庸共著、岩波書店） 2002
- 『思考をひらく - 分断される世界のなかで』（姜尚中, 齋藤純一, 杉田敦共著、岩波書店） 2002
- 『〈コンパッション〉は可能か? - 歴史認識と教科書問題を考える』（『〈コンパッション〉は可能か?』対話集会実行委員会編、中西新太郎, 徐京植, 須永陽子, 三宅晶子, 目取真俊共著、影書房） 2002
- 『研究する意味』（小森陽一編、金子勝, 竹村和子, 岡真理, 吉見俊哉, 藤原帰一, 大澤真幸共著、東京図書） 2003
- 『平和と平等をあきらめない』（斎藤貴男共著、晶文社） 2004
- 『とめよう! 戦争への教育 - 教育基本法「改正」と教科書問題』（子どもと教科書全国ネット21編, 石山久男, 俵義文, 村田智子共著、学習の友社） 2005
- 『教育基本法「改正」を問う - 愛国心・格差社会・憲法』（大内裕和共著、白澤社） 2006
- 『戦争で得たものは憲法だけだ - 憲法行脚の思想』（香山リカ, 姜尚中, 斎藤貴男, 辛淑玉, 城山三郎, 森永卓郎共著、七つ森書館） 2006
- 『この国に思想・良心・信教の自由はあるのですか』（思想良心信教の自由研究会編, 鈴木正三, 飯島信, 池明観, 大津健一共著、いのちのことば社） 2006
- 『ちょっとヤバイんじゃない? ナショナリズム』（恵泉女学園大学大学院国際シンポジウム実行委員会編、姜尚中, 内海愛子, 村井吉敬, 辛淑玉, 李省展共著、解放出版社） 2006
- 『「靖国」という問題』（田中伸尚共著、金曜日） 2006
- 『念仏者と平和 - 改憲・教育基本法「改正」問題と私たち』（小川一乗, 高史明共著、真宗大谷派東本願寺出版部） 2007
- 『人間の安全保障』（山影進共編、東京大学出版会） 2008
- 『殉教と殉国と信仰と - 死者をたたえるのは誰のためか』（菱木政晴, 森一弘共著、白澤社） 2010
- 『いのちと責任 - 対談　高史明・高橋哲哉』（李孝徳編、高史明共著、大月書店） 2012年。
- 『3・11以降とキリスト教』（荒井献, 本田哲郎共著、ぷねうま舎） 2013
- 『憲法が変わっても戦争にならない?』（斎藤貴男共著、筑摩書房、ちくま文庫） 2013
- 『犠牲の死を問う - 日本・韓国・インドネシア』（村井吉敬, 李泳采, 内海愛子共著、梨の木舎） 2013
- 『フクシマ以後の思想をもとめて - 日韓の原発・基地・歴史を歩く』（徐京植, 韓洪九, 李昤京, 金英丸, 趙真慧共著（李昤京, 金英丸, 趙真慧は翻訳も）、平凡社） 2014
- 『奪われた野にも春は来るか』（徐京植共著、鄭周河写真、高文研） 2015
- 『ポストフクシマの哲学 - 原発のない世界のために』（村上勝三、東洋大学国際哲学研究センター編、明石書店） 2015
- 『流砂のなかで』（辺見庸共著、河出書房新社） 2015
- 『憲法のポリティカ - 哲学者と政治学者の対話』（岡野八代共著、白澤社） 2015
- 『思想はいまなにを語るべきか - 福島・沖縄・憲法』（前田朗共著、三一書房） 2018
- 『責任について - 日本を問う20年の対話』（徐京植共著、高文研） 2018

### 編著
- 『「歴史認識」論争』（作品社） 2002
- 『靖国問題入門』（河出書房新社） 2006

### 共編著
- 『『ショアー』の衝撃』（鵜飼哲共編、未来社） 1995
- 『ナショナル・ヒストリーを超えて』（小森陽一共編、東京大学出版会） 1998
- 『石原都知事「三国人」発言の何が問題なのか』（内海愛子, 徐京植共編、影書房） 2000
- 『教育基本法「改正」に抗して - 緊急報告・全国各地からの声』（大内裕和, 三宅晶子, 小森陽一共編、岩波書店） 2004
- 『私の「不服従」 - 東京都の「命令」教育に抗して』（「君が代強制反対訴訟」編集委員会共編、かもがわ出版） 2005
- 『憲法が変わっても戦争にならないと思っている人のための本』（斎藤貴男共編、日本評論社） 2006
- 『法と暴力の記憶 - 東アジアの歴史経験』（北川東子、中島隆博共編、東京大学出版会） 2007
- 『人間の安全保障』（山影進共編、東京大学出版会） 2008

## 翻訳
- 『ウィトゲンシュタインとデリダ』（ヘンリー・ステーテン、産業図書） 1987
- 『ラカンと哲学』（アラン・ジュランヴィル、産業図書） 1991
- 『他の岬 - ヨーロッパと民主主義』（ジャック・デリダ、鵜飼哲共訳、みすず書房） 1993、のち新装版 2016
- 『不服従を讃えて - 「スペシャリスト」アイヒマンと現代』（ロニー・ブローマン, エイアル・シヴァン共著、堀潤之共訳、産業図書） 2000
- 『デリダと肯定の思考』（カトリーヌ・マラブー編、増田一夫, 高桑和巳共訳、未來社） 2001
- 『有限責任会社』（ジャック・デリダ、増田一夫, 宮崎裕助共訳、法政大学出版局） 2002
- 『茶色の朝』（フランク・パヴロフ, ヴィンセント・ギャロ共著、藤本一勇共訳、大月書店） 2003
- 『ならず者たち』（ジャック・デリダ、鵜飼哲共訳、みすず書房） 2009
- 『パウロの政治神学』（ヤーコプ・タウベス、清水一浩共訳、岩波書店） 2010

## 関連人物
- 鵜飼哲
- 姜尚中
- 金子勝
- 山口二郎
- 徐京植
- 小森陽一
- 辺見庸
- 斎藤貴男
- 青山昌文
- 藤本一勇